# Aeternitas (mythologie)
Aeternitas was in de Romeinse mythologie de verpersoonlijking van de eeuwigheid.

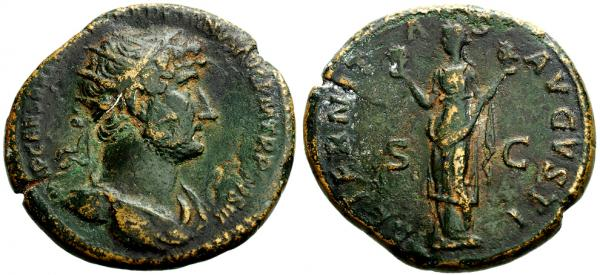
Romeins muntstuk met keizer Hadrianus en rechts de tekst AETERNITASAVGVSTI -met Aeternitas voorgesteld met de zon in de ene hand en de maan in de andere hand

In naam en voorstelling is Aeternitas analoog aan de Griekse god Eon (Aiōn, 'tijd/eeuwigheid'). Sinds de tijd van keizer Augustus kwam ze vaak voor op Romeinse munten. Dit had tot doel het eeuwige bestaan van het Romeins imperium te benadrukken of om de eeuwige herinnering aan de goddelijke keizer te benadrukken.
Aeternitas werd vaak zittend of staand voorgesteld op een rijtuig getrokken door een leeuw of een olifant. Ze werd ook voorgesteld als een hemelbol, een slang die bijt in zijn staart (een ouroboros) of een  feniks. Ze werd ook voorgesteld met de zon in de ene hand en de maan in de andere hand (zoals op een denarius van Trajanus uit 111 na Chr.). Hiermee wilde men aantonen dat ze heerseres was over dag en nacht en dus over het hele tijdsverloop, en aldus over de eeuwigheid.
Op sommige munten werd Aeternitas niet zelf afgebeeld maar wel  Fortuna of Providentia, met eronder de woorden AETERNITAS AVG.